# ایار
| روز پنجم ایار سال ۵۷۰۸ منشور استقلال اسرائیل, توسط داوید بن گوریون, نخستین نخست‌وزیر اسرائیل خوانده شد. |          |
| شماره ماه:                                                                                             | ۲        |
| شمار روزها:                                                                                            | ۲۹       |
| فصل:                                                                                                   | بهار     |
| گاه‌شماری میلادی:                                                                                       | آوریل–مه |

ایار (به عبری: אִייָר‌ یا אִיָּר) هشتمین ماه مدنی و دومین ماه مذهبی در تقویم عبری است. ایار ماهی بهاری و ۲۹ روزه است.
روز ۱۸اُم ماهِ ایار در تقویم عبری، مصادف با لاگ بعومر و در اسرائیل یک تعطیل رسمی است. 